# Tennis Masters Cup 2006
De Tennis Masters Cup werd in 2006 voor de tweede maal gehouden in gehouden in Shanghai, China. De Tennis Masters Cup is het tennistoernooi dat het kalenderjaar afsluit en waaraan alleen de beste acht tennissers op de wereldranglijst mogen deelnemen. Dit geldt normaal gezien zowel in het enkelspel als in het dubbelspel. In het dubbelspel is het echter mogelijk dat de top zeven zich plaatst, aangevuld met een duo dat tijdens het seizoen een grandslamtitel won maar niet in de top acht staat; het team moet zich wel in de top 20 bevinden.

## Enkelspel
De acht geplaatste spelers:

### Deelnemers
| Ranking | Speler            | Resultaat    |
| ------- | ----------------- | ------------ |
| 1.      | Roger Federer     | winnaar      |
| 2.      | Rafael Nadal      | halve finale |
| 3.      | Nikolaj Davydenko | groepsfase   |
| 4.      | Ivan Ljubičić     | groepsfase   |
| 5.      | Andy Roddick      | groepsfase   |
| 6.      | Tommy Robredo     | groepsfase   |
| 7.      | David Nalbandian  | halve finale |
| 8.      | James Blake       | finale       |

### Rode Groep

#### Uitslagen
| Speler 1             |   | Speler 2             | Score             |
| -------------------- | - | -------------------- | ----------------- |
| Roger Federer SUI    | - | David Nalbandian ARG | 3-6, 6-1, 6-1     |
| Andy Roddick USA     | - | Ivan Ljubičić CRO    | 6-4, 6-7 (9), 6-1 |
| Roger Federer SUI    | - | Andy Roddick USA     | 4-6, 7-6 (8), 6-4 |
| Ivan Ljubičić CRO    | - | David Nalbandian ARG | 5-7, 7-6 (7), 7-5 |
| David Nalbandian ARG | - | Andy Roddick USA     | 6-2, 7-6 (4)      |
| Roger Federer SUI    | - | Ivan Ljubičić CRO    | 7-6 (2), 6-4      |

#### Klassement
| #  | Rang | Speler                        | Gespeeld | Wedst w/v | Sets w/v |
| -- | ---- | ----------------------------- | -------- | --------- | -------- |
| 1. | 1    | Roger Federer Zwitserland     | 3        | 3 - 0     | 6 - 2    |
| 2. | 4    | David Nalbandian Argentinië   | 3        | 1 - 2     | 4 - 4    |
| 3. | 5    | Andy Roddick Verenigde Staten | 3        | 1 - 2     | 3 - 5    |
| 4. | 7    | Ivan Ljubičić Kroatië         | 3        | 1 - 2     | 3 - 5    |

### Gouden Groep

#### Uitslagen
| Speler 1              |   | Speler 2              | Score             |
| --------------------- | - | --------------------- | ----------------- |
| James Blake USA       | - | Rafael Nadal ESP      | 6-4, 7-6 (0)      |
| Nikolaj Davydenko RUS | - | Tommy Robredo ESP     | 7-6 (8), 3-6, 6-1 |
| James Blake USA       | - | Nikolaj Davydenko RUS | 2-6, 6-4, 7-5     |
| Rafael Nadal ESP      | - | Tommy Robredo ESP     | 7-6 (2), 6-2      |
| Rafael Nadal ESP      | - | Nikolaj Davydenko RUS | 5-7, 6-4, 6-4     |
| Tommy Robredo ESP     | - | James Blake USA       | 6-2, 3-6, 7-5     |

#### Klassement
| #  | Rang | Speler                       | Gespeeld | Wedst w/v | Sets w/v |
| -- | ---- | ---------------------------- | -------- | --------- | -------- |
| 1. | 8    | James Blake Verenigde Staten | 3        | 2 - 1     | 5 - 3    |
| 2. | 2    | Rafael Nadal Spanje          | 3        | 2 - 1     | 4 - 3    |
| 3. | 3    | Nikolaj Davydenko Rusland    | 3        | 1 - 2     | 4 - 5    |
| 4. | 6    | Tommy Robredo Spanje         | 3        | 1 - 2     | 3 - 5    |

### Halve finales
| Speler 1          |   | Speler 2             | Score    |
| ----------------- | - | -------------------- | -------- |
| Roger Federer SUI | - | Rafael Nadal ESP     | 6-4, 7-5 |
| James Blake USA   | - | David Nalbandian ARG | 6-4, 6-1 |

### Finale
| Speler 1          |   | Speler 2        | Score         |
| ----------------- | - | --------------- | ------------- |
| Roger Federer SUI | - | James Blake USA | 6-0, 6-3, 6-4 |

## Dubbelspel
De acht geplaatste teams:

### Deelnemers
| Ranking | Spelers                              | Resultaat     |
| ------- | ------------------------------------ | ------------- |
| 1.      | Bob Bryan Mike Bryan                 | groepsfase    |
| 2.      | Jonas Björkman Maks Mirni            | Winnaars      |
| 3.      | Mark Knowles Daniel Nestor           | Runners-up    |
| 4.      | Paul Hanley Kevin Ullyett            | 'halve finale |
| 5.      | Fabrice Santoro Nenad Zimonjić       | groepsfase    |
| 6.      | Martin Damm Leander Paes             | halve finale  |
| 7.      | Jonathan Erlich Andy Ram             | groepsfase    |
| 8.      | Mariusz Fyrstenberg Marcin Matkowski | groepsfase    |

### Finale
| Team 1                      |   | Team 2                       | Score    |
| --------------------------- | - | ---------------------------- | -------- |
| Jonas Björkman / Maks Mirni | - | Mark Knowles / Daniel Nestor | 6-2, 6-4 |